# 依折麦布
依折麦布（INN：ezetimibe）或译依泽替米贝，商品名益适纯，是一种胆固醇吸收抑制剂，可抑制小肠中胆固醇的吸收，降低肝脏细胞里胆固醇的含量，促使循环中胆固醇的吸收增加，从而降低了血清胆固醇浓度。
依折麦布抑制的分子靶点为尼曼-匹克C1型类似蛋白1（Niemann-Pick C1-like1 protein，NPC1L1 protein），其属于一种甾醇载体，与胆固醇和植物甾醇的肠内吸收有关。依折麦布可以附着在小肠绒毛上皮的刷状缘，抑制胆固醇的吸收，从而减少小肠中胆固醇向肝脏转运，使得肝脏胆固醇贮量降低从而增加血液中胆固醇的清除。
依折麦布与他汀类药物在降血脂机制方面有所不同，二者在临床常联合应用，以起到协同增效的作用。依折麦布在臨床上可以用於使用他汀類有無法接受副作用的患者、严重原发性高胆固醇血症患者、單用他汀類成效不彰者，但因為目前研究無法證明單用的效益，因此美国心脏协会（AHA）和美国心血管学院（ACC）建議對他汀類有無法接受副作用的患者仍應該同時服用最高耐受劑量的他汀類。
研究顯示針對有急性冠狀動脈疾病且 LDL 濃度低於 125 mg/dl 的病患， 合用依澤替米貝和 simvastatin 可以降低 2% 復發型心血管事件發生風險，而另外一個分組實驗也顯示合用兩藥的組別 LDL 濃度平均為 54 mg/dl，單用 simvastatin 之 LDL 濃度平均則為 70 mg/dl，由此可見其與他汀類藥物合用之效益。